# Synchiropus ocellatus
Synchiropus ocellatus är en fiskart som först beskrevs av Pallas, 1770.  Synchiropus ocellatus ingår i släktet Synchiropus och familjen sjökocksfiskar. Inga underarter finns listade i Catalogue of Life.